# Pourquoi je ne suis pas musulman
Pourquoi je ne suis pas musulman est un livre écrit par Ibn Warraq, et constitue une critique de l'islam et du Coran. Il a été publié pour la première fois par Prometheus Books aux États-Unis en 1995. Le titre du livre est un hommage à l'essai de Bertrand Russell, Pourquoi je ne suis pas chrétien, dans lequel Russell critique la religion dans laquelle il a été élevé.

## Contenu et réception
Indigné par la fatwa et les menaces de mort contre Salman Rushdie, Ibn Warraq utilise un pseudonyme pour écrire ce que l'historien et écrivain Daniel Pipes a qualifié de « livre sérieux et stimulant » en utilisant une approche « érudite pour démolir l'islam ». Warraq affirme que le travail est sa contribution («mon effort de guerre») dans la lutte contre le genre de personnes qui voudraient assassiner Rushdie.
L'ouvrage critique la mythologie, la théologie, les réalisations historiques et l'influence culturelle actuelle de l'islam. Warraq, s'appuyant en grande partie sur des recherches antérieures, fournit ce que le philosophe anglais Antony Flew a appelé une « compilation inestimable » des lacunes de l'islam. Flew a écrit que le livre « démontre de façon convaincante » que l'islam est « catégoriquement incompatible » avec « les droits et libertés individuels d'un État libéral, démocratique et laïque ». Selon Warraq, il faut soit croire que le Coran est la parole de Dieu, soit que Mahomet était un menteur. De plus, les progrès réalisés dans l'érudition critique moderne de la Bible ont des conséquences graves et possiblement préjudiciables pour la croyance en l'inerrance du Coran, une fois qu'il est soumis au même type de critique savante.
Hans Jansen a noté qu'« il est remarquable que dans ce premier livre, Ibn Warraq ne fasse aucune distinction entre l'islam «normal» et le fondamentalisme islamique. Tous deux s'opposent de toutes leurs forces à la liberté d'expression ». Jansen s'est demandé si la critique de l'islam que Warraq, Rushdie et d'autres écrivains britanniques ou indiens tels que V. S. Naipaul et Arun Shourie affichaient était plus «impitoyable» - par rapport à l'approche beaucoup plus douce généralement adoptée par les écrivains judéo-chrétiens - en raison des préjudices subis par les hindous de la part des musulmans, ou du fait que ces auteurs ne ressentaient aucune inhibition à critiquer un confrère abrahamique.

## Éditions
- Prometheus Books (relié), 1995  (ISBN 0-87975-984-4)
- (français) L'Âge d'homme, 1999  (ISBN 2-8251-1259-3)
- (persan), 2000
- Prometheus Books (broché), 2003  (ISBN 1-59102-011-5)
- (espagnol) Ediciones del Bronce, Barcelone, 2003  (ISBN 84-8453-146-5)
- (danois) Lindhardt og Ringhof, 2004  (ISBN 87-595-2065-5)